# Amerloq (fjord)
Amerloq Fjorder en 36 km lang fjord i kommunen Qeqqata i det vestlige Grønland. Fjorden udmunder Davisstrædet lige syd for Sisimiut, hvis tidligere grønlandske navn også var "Amerloq".
Amerloq Fjord dengang kendt som Rammel's Fjord var skueplads for en inuits angreb på den engelske kaptajn James Hall den 12. eller 22. juli, 1612. Han blev her livsfarlig såret og døde den 23. juli 1612.
Fjordhovedet er usædvanligt, idet det gennem en meget smal vandvej forbinder den bredere fjord Ikertooq. Fra syd er fjorden afgrænset af øen Sarfannguit, og af øen Maniitsorsuaq i vest.
Der er to bygder i nærheden af Amerloq Fjord. Ved mundingen af fjorden ligger Sisimiut. I den anden ende af fjorden, ved den smalle vandvej mellem fastlandet og øen Sarfanguit, ligger den lille bygd Sarfannguit
Royal Arctic Line har ugentlige færgeforbindelser fra Sarfannguit til Sisimiut og Itilleq, en bygd længere mod syd ved Davisstrædets kyst.
Sisimiut er anløbshavn for Arctic Umiaq Line, med forbindelser til Ilulissat og Aasiaat og bygderne ved Diskobugten og til kystbyerne er i det sydvestlige og sydlige Grønland.

## Ekstern henvisning
- Wikimedia Commons har flere filer relateret til Amerloq

66°55′00″N 53°15′00″V / 66.9167°N 53.25°V